# Image Award/Beste Serien-Hauptdarstellerin – Comedy
Image Award: Beste Serien-Hauptdarstellerin – Comedy (Outstanding Actress in a Comedy Series)

## 1981–1990
| Jahr | Preisträgerin   | für                 | Nominierungen |
| ---- | --------------- | ------------------- | ------------- |
| 1988 | Phylicia Rashad | Die Bill Cosby Show |               |
| 1989 | Phylicia Rashad | Die Bill Cosby Show |               |
| 1990 | Jasmine Guy     | College Fieber      |               |

## 1991–2000
| Jahr | Preisträgerin          | für            | Nominierungen |
| ---- | ---------------------- | -------------- | --- |
| 1991 | Jasmine Guy            | College Fieber | |
| 1992 | Jasmine Guy            | College Fieber | |
| 1993 | Jasmine Guy            | College Fieber | |
| 1994 | Jasmine Guy            | College Fieber | |
| 1995 | Jasmine Guy            | College Fieber | |
| 1996 | Erika Alexander        | Living Single  | Kim Coles für Living Single Kim Fields für Living Single Queen Latifah für Living Single Tisha Campbell-Martin für Martin      |
| 1997 | Phylicia Rashad        | Cosby          | Erika Alexander für Living Single Kim Coles für Living Single Queen Latifah für Living Single Tisha Campbell-Martin für Martin |
| 1998 | Erika Alexander        | Living Single  | Phylicia Rashad für Cosby Kim Coles für Living Single Queen Latifah für Living Single Brandy Norwood für Moesha                |
| 1999 | Tia Mowry Tamera Mowry | Sister, Sister | Holly Robinson Peete für For Your Love Pam Grier für Linc’s Vivica Fox für Getting Personal Brandy Norwood für Moesha          |
| 2000 | Tia Mowry Tamera Mowry | Sister, Sister | Holly Robinson Peete für For Your Love Pam Grier für Linc’s Elise Neal für Allein unter Nachbarn Brandy Norwood für Moesha     |

## 2001–2010
| Jahr | Preisträgerin         | für               | Nominierungen |
| ---- | --------------------- | ----------------- | --- |
| 2001 | Mo’Nique              | The Parkers       | Holly Robinson Peete für For Your Love Elise Neal für Allein unter Nachbarn Wendy Raquel Robinson für The Steve Harvey Show Brandy Norwood für Moesha              |
| 2002 | Mo’Nique              | The Parkers       | Holly Robinson Peete für For Your Love Tisha Campbell-Martin für What’s Up, Dad? Wendy Raquel Robinson für The Steve Harvey Show Tracee Ellis Ross für Girlfriends |
| 2003 | Tisha Campbell-Martin | What’s Up, Dad?   | Golden Brooks für Girlfriends Mo’Nique für The Parkers Kellita Smith für The Bernie Mac Show Tracee Ellis Ross für Girlfriends                                     |
| 2004 | Mo’Nique              | The Parkers       | Whoopi Goldberg für Whoopi Tisha Campbell-Martin für What’s Up, Dad? Kellita Smith für The Bernie Mac Show Tracee Ellis Ross für Girlfriends                       |
| 2005 | Mo’Nique              | The Parkers       | Eve für Eve Tisha Campbell-Martin für What’s Up, Dad? Kellita Smith für The Bernie Mac Show Tracee Ellis Ross für Girlfriends                                      |
| 2006 | Tichina Arnold        | Alle hassen Chris | Holly Robinson Peete für Love, Inc. Jill Marie Jones für Girlfriends Rachel True für Half & Half Tracee Ellis Ross für Girlfriends                                 |
| 2007 | Tracee Ellis Ross     | Girlfriends       | Maya Rudolph für Saturday Night Live Tichina Arnold für Alle hassen Chris Raven-Symoné Pearman für Raven blickt durch America Ferrera für Alles Betty!             |
| 2008 | America Ferrera       | Alles Betty!      | Golden Brooks für Girlfriends Tichina Arnold für Alle hassen Chris Tia Mowry für The Game Tracee Ellis Ross für Girlfriends                                        |
| 2009 | Tracee Ellis Ross     | Girlfriends       | Cassi Davis für House of Payne Tichina Arnold für Alle hassen Chris Tia Mowry für The Game America Ferrera für Alles Betty!                                        |
| 2010 | Cassi Davis           | House of Payne    | CCH Pounder für Brothers Tichina Arnold für Alle hassen Chris Sherri Shepherd für Sherri America Ferrera für Alles Betty!                                          |